# Insuficiencia pulmonar
La insuficiencia de la válvula pulmonar (o incompetencia, o regurgitación) es una valvulopatía caracterizada porque la válvula pulmonar no es lo suficientemente fuerte como para evitar el reflujo hacia el ventrículo derecho. Si es secundaria a la hipertensión pulmonar, se conoce como murmullo de "Graham Steell". 

## Etiología
La causa más frecuente de esta insuficiencia es la anomalía congénita, a veces, otra causa es la endocarditis infecciosa, que puede afectar a cualquiera de las válvulas cardiacas.

## Fisiopatología
Los tres mecanismos primarios patológicos que causan insuficiencia de la válvula pulmonar son la dilatación del anillo de la válvula pulmonar, alteración adquirida de la morfología de las valvas de la válvula pulmonar, o la ausencia congénita o malformación de la válvula.
La insuficiencia pulmonar origina un reflujo sanguíneo desde el tronco pulmonar hacia el ventrículo derecho, debido a una anomalía de la válvula pulmonar (una de las cuatro válvulas del corazón) este fallo conduce a más trabajo para el músculo del corazón.

## Cuadro clínico
Los síntomas y signos son difíciles de detectar; con la auscultación se pueden oír soplos cardíacos.
Debido a que la insuficiencia de la válvula pulmonar origina reflujo de la sangre, aumenta la carga de trabajo del ventrículo derecho. Por tanto, el (ventrículo derecho) y, a veces la (aurícula derecha), se pueden dilatar; así como originar un ritmo cardíaco anormal (arritmia). Los pacientes con arritmia deben someterse a un (electrocardiograma) para determinar su tipo y gravedad.
Otros síntomas que aparecen son: (fatiga respiratoria)(dificultad para respirar) y respiración pesada o rápida, especialmente durante el ejercicio físico.

## Diagnóstico
Diversas exploraciones complementarias se realizan para estudiar esta valvulopatía:
- Radiografía de tórax, donde hay un engrosamiento del ventrículo derecho y la arteria pulmonar;
- Angiografía coronaria
- ECG, que indica un aumento de trabajo del ventrículo derecho.
- Ecocardiografía, que muestra un ventrículo derecho agrandado
- Resonancia magnética nuclear, evalúa la gravedad de la dilatación del ventrículo derecho

## Tratamiento
El tratamiento farmacéutico consiste en la administración de los glucósidos cuando se necesita, rara vez requiere tratamiento quirúrgico.